# 1913

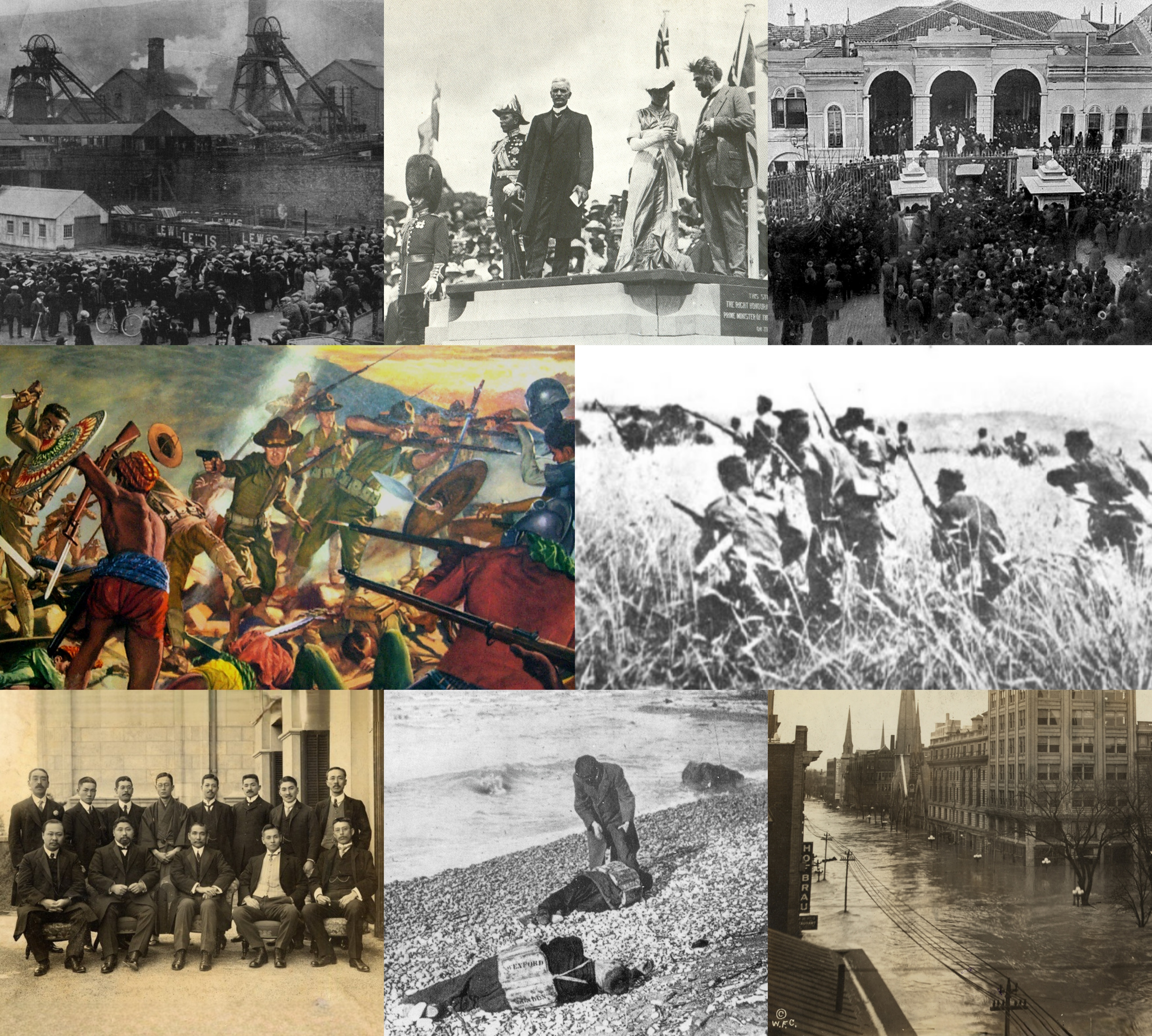

1913 (MCMXIII) là một năm thường bắt đầu vào Thứ tư của lịch Gregory và là một năm thường bắt đầu vào Thứ Ba của lịch Julius, năm thứ 1913 của Công nguyên hay của Anno Domini, the năm thứ 913  của thiên niên kỷ 2, năm thứ 13  của thế kỷ 20, và năm thứ  4   của thập niên 1910. Tính đến đầu năm 1913, lịch Gregory bị lùi sau 13 ngày trước lịch Julius, và vẫn sử dụng ở một số địa phương đến năm 1923. 

## Sự kiện

### Tháng 1
- 10 tháng 1: Tây Tạng tuyên bố độc lập nhưng thừa nhận chính phủ Trung Quốc.
- 19 tháng 1: Tại Thượng Hải, Tôn Trung Sơn tổ chức họp Quốc Dân đảng.

### Tháng 3
- 25 tháng 3: Tại Thượng Hải, Tôn Trung Sơn quyết định khởi nghĩa vũ trang chống Viên Thế Khải.

### Tháng 4
- 8 tháng 4: Khai mạc cuộc họp Quốc Dân giới quốc.
- 24 tháng 4: Lê Nguyên Hồng trấn áp quân cách mạng tại Hồ Bắc.

### Tháng 7
- 8 tháng 7: Tại Giang Tây, Lý Liệt Quân phát động cách mạng lần 2 chống Viên Thế Khải.
- 18 tháng 7: Trần Quỳnh Minh tuyên bố Quảng Châu độc lập.

### Tháng 8
- 1 tháng 8: Quảng Châu độc lập thất bại, Trần Quỳnh Minh trốn sang Hương Cảng.
- 6 tháng 8: Hồ Vạn Thái thủ tiêu An Huy độc lập.
- 11 tháng 8: Viên Đình Khải thủ tiêu Hồ Nam độc lập.
- 16 tháng 8: Giang Tây Nam Xương độc lập thất bại.

### Tháng 9
- 1 tháng 9: Trương Huân công chiếm Nam Kinh, cách mạng lần 2 thất bại.
- 7 tháng 9: Tứ Xuyên chống Viên Thế Khải thất bại, Hùng Khắc Võ phải bỏ trốn.
- 12 tháng 9: Kiềm quân công chiếm Trùng Khánh.

### Tháng 10
- 6 tháng 10: Nga, Pháp, Anh, Nhật, Ý thừa nhận chính phủ Viên Thế Khải.

### Tháng 11
- 4 tháng 11: Viên Thế Khải hạ lệnh giải tán Quốc Dân Đảng.
- 15 tháng 11: Giang Tô Giang Dương xảy ra binh biến.

### Tháng 12
- 8 tháng 12: Tại Đại Lý, Vân Nam, Quốc Dân đảng phát động khỏi nghĩa vũ trang.

## Sinh
Tháng 1
- 9 tháng 1 - Richard Nixon, Tổng thống thứ 37 của Hoa Kỳ (m. 1994).
- Tháng 2
- 1 tháng 2 - Siarhiej Vosipavič Prytycki, nguyên thủ quốc gia Byelorussia Xô viết (m. 1971).[1]
- Tháng 3
- 17 tháng 3 - Chu Huy Mân, Đại biểu Quốc hội khoá II, VI, VII, Nhà chính trị Việt Nam (m. 2006).
- Tháng 6
- 3 tháng 6 - Vũ Bằng, nhà văn, nhà báo người Việt Nam (m. 1984).
- Tháng 7
- 14 tháng 7 - Gerald Ford, Tổng thống thứ 38 của Hoa Kỳ (m. 2006).
- Tháng 9
- 13 tháng 9 - Trần Đại Nghĩa, kỹ sư quân sự Việt Nam, Thiếu tướng thứ 3 của quân đội nhân dân Việt Nam (m. 1997).
- Tháng 10
- 20 tháng 10 - Lý Tự Trọng, nhà cách mạng trẻ tuổi người Việt Nam (m. 1931).
- 22 tháng 10 - Bảo Đại, vua thứ 13 và cuối cùng của nhà Nguyễn (m. 1997).
- Tháng 11
- 14 tháng 11 - Nam Phương Hoàng hậu, vợ của vua Bảo Đại, hoàng hậu cuối cùng của Việt Nam (s.1963).

## Mất
Tháng 2
- 10 tháng 2 - Hoàng Hoa Thám, người lãnh đạo cuộc Khởi nghĩa Yên Thế chống Pháp (s. 1858)
- 22 tháng 2 - Francisco I. Madero, tổng thống thứ 33 của Mexico, ông bị ám sát (s. 1873).
- Tháng 3
- 18 tháng 3 - Rudolf Diesel, một nhà phát minh và kỹ sư người Đức (s. 1858)
- 22 tháng 3 - Tống Giáo Nhân, nhà chính trị, nhà dân chủ Trung Quốc bị ám sát (s.1882).
- Tháng 8
- 18 tháng 8 - Anton Wilhelm Karl von L’Estocq, một sĩ quan quân đội Phổ (s. 1823)
- Tháng 9
- 22 tháng 9 - Tôn Thất Thuyết, người lãnh đạo phong trào Cần Vương chống Pháp (s. 1839)
- 26 tháng 9 - Nguyễn Phúc Đoan Cẩn, phong hiệu Mậu Lâm Công chúa, công chúa con vua Thiệu Trị (s. 1838).
- Tháng 11
- 22 tháng 11 - Tokugawa Yoshinobu, Chinh đi đại tướng quân cuối cùng của Mạc phủ Tokugawa (s.1837).

## Giải Nobel
- Vật lý - Heike Kamerlingh Onnes
- Hóa học - Alfred Werner
- Y học - Robert Bárány
- Văn học - Rabindranath Tagore
- Hòa bình - Henri La Fontaine